# Meina
Meina är en ort och kommun i provinsen Novara i regionen Piemonte i Italien. Kommunen hade 2 422 invånare (2018).